# Neder Vindinge
Neder Vindinge er en bydel med 2.208 indbyggere tilhørende Vordingborg (2009). Neder Vindinge er beliggende ved Sydbanen tre kilometer nord for Vordingborg centrum og var tidligere en by, pr. 1. januar 2010 bliver Neder Vindinge betragtet som sammenvokset med Vordingborg. Bydelen er beliggende i Kastrup Sogn.